# لاسلو إل. سيمون
لاسلو إل. سيمون (بالمجرية: L. Simon László)‏ هو صحفي وشاعر وسياسي مجري، ولد في 28 مارس 1972 في المجر. حزبياً، نشط في فيدس – الاتحاد المدني المجري. انتخب عضو الجمعية الوطنية المجرية وقد انضم خلال فترته النيابية ‏  للكتلة البرلمانية فيدس – الاتحاد المدني المجري وفي الانتخابات البرلمانية المجرية 2014 ‏، انتخب عضو الجمعية الوطنية المجرية وقد انضم خلال فترته النيابية ‏ (6 مايو 2014 – )  للكتلة البرلمانية فيدس – الاتحاد المدني المجري.